# Xã Chippewa, Quận Isabella, Michigan
Xã Chippewa (tiếng Anh: Chippewa Township) là một xã thuộc quận Isabella, tiểu bang Michigan, Hoa Kỳ. Năm 2010, dân số của xã này là 4.654 người.